# 布罗伊广场

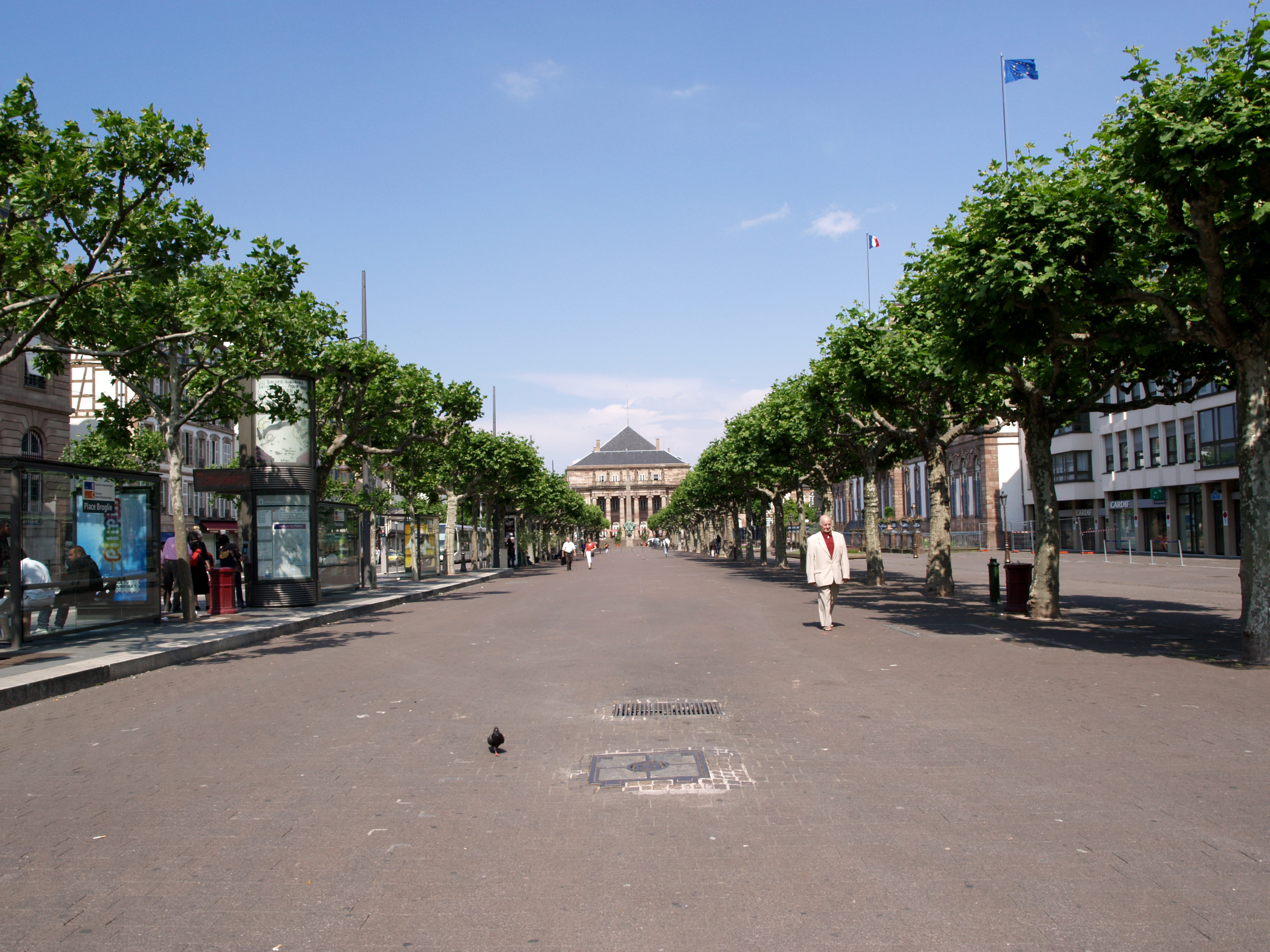
布罗伊广场与歌剧院

布罗伊广场（Place Broglie）是斯特拉斯堡的一个广场，介于该市的主要广场克勒贝尔广场以及共和国广场之间。以曾任斯特拉斯堡长官的弗朗索瓦-马利·德·布罗伊元帅命名。广场上有莱茵国家歌剧院、弗朗索瓦·克里斯托夫·凯勒曼雕像。在圣诞节期间，广场上举办圣诞市场。 

## 历史
法国国歌马赛曲，于1792年4月最早在此响起。